# Rongo
Rongo (ou Rongo-ma-tane, Rongo-maraeroa) est l'atua de la paix de la kūmara et de l'agriculture, dans la mythologie maorie. Il fait partie, avec Tāne et Tūmatauenga, du trio des plus importants êtres tutélaires départementaux du mythe maori.
Dans le Mythe créateur te Arawa, lui et ses frères séparent leurs parents, Rangi et Papa (le ciel et la terre) ; s'ensuit une guerre fratricide à la suite de laquelle Rango reste enterré. Il est particulièrement associé à la patate douce (kūmara), une culture vitale, et s'oppose en cela à son frère Haumia, le dieu de toute nourriture non-cultivée.
Il était un important dieu de l'agriculture et de la guerre dans le sud des îles Cook, en particulier à Mangaia où les marae Akaoro et Orongo étaient les centres de son culte ; le taro cuit lui était offert pour assurer le succès dans la bataille et la fertilité de la terre.

## Rongo dans le Mythe créateurte Arawa
Dans le mythe de la création maori te Arawa (dans la Baie de l'Abondance), Rongo est le fils de Ranginui et Papatūānuku (dits Rangi et Papa), respectivement le ciel père et la terre mère, qui ont l'habitude de s'allonger dans une étreinte étroite tandis que leurs nombreux enfants vivent dans les ténèbres entre eux.
| Image externe | |
|               | Lien vers l'œuvre Te wehenga o Rangi rāua ko Papa, par Cliff Whiting, un artiste d'origines Te Whānau-ā-Apanui. Les personnages sont, de gauche à droite : Tangaroa, dieu de la mer, Haumia, dieu des aliments non cultivés, Rongo, dieu des aliments cultivés, Tūmatauenga, dieu de la guerre et des humains, Tāne, dieu de la forêt, et Tāwhirimātea, dieu du vent. Tāne est en train de séparer Rangi et Papa. Pour des questions de droit d'auteur, sa reproduction n'est pas autorisée sur Wikipédia. |

Les enfants de Rangi et Papa se sentent frustrés d'être confinés dans l'espace exigu entre leurs parents. Tūmatauenga, futur dieu de la guerre, propose qu'ils tuent leurs parents. Rongo propose à son tour de gérer lui-même cette situation, de façon pacifique. Ces deux propositions sont rejetées. Tāne propose de les séparer, faisant du ciel un étranger pour eux, tandis qu'ils resteraient proches de leur mère nourricière. Tous les frères de Rongo sont d'accord, à l'exception de Tāwhirimātea.
Ils se mettent alors à l'œuvre pour tenter de séparer leurs parents. Rongo essaie le premier, sans succès. Tangaroa se lève alors pour essayer de déchirer les cieux et la terre, sans effet. Haumia et Tūmatauenga échouent à leur tour, et c'est alors que Tāne, après plusieurs tentatives infructueuses, plante sa tête dans sa mère la terre et pousse son père le ciel avec ses jambes puissantes. Alors qu'ils sont en train de se séparer, Rangi et Papa crient et gémissent de douleur : « Pourquoi as-tu ainsi tué tes parents ? Pourquoi as-tu commis un crime aussi horrible que de nous tuer, de séparer tes parents ? » Mais Tāne maintient son effort et Rangi et Papa sont enfin séparés, laissant place à la lumière, et révélant qu'entre les corps de ses deux parents, une multitude d'êtres humains, engendrés par ces derniers, étaient restés cachés. Dans les légendes de la région de Taranaki, c'est Tangaroa qui parvient à séparer Rangi et Papa.
Tāwhirimātea, le dieu des tempêtes et des vents, est en colère parce que ses parents sont séparés. Il rejoint son père dans le ciel et punit la terre et la mer avec de violentes tempêtes,. Tāwhirimātea attaque les forêts de Tāne, puis les océans, et Tangaroa, le dieu de la mer, s'enfuit.
Il attaque ensuite Rongo et Haumia, respectivement ancêtres des aliments cultivés et non cultivés. Leur mère Papa, pour préserver ces aliments pour ses autres enfants, attrape Rongo et Haumia et les cache en sécurité, de manière que Tāwhirimātea ne les trouve pas. Tous ses frères ayant fui, seul reste Tūmatauenga face à la colère de Tāwhirimātea. Dieu des humains, Tūmatauenga reste debout et inébranlable sur la poitrine de sa mère la Terre : la guerre est terminée et tout le monde s'apaise un temps.
Mais Tūmatauenga s'en prend à son tour à tous ses frères, pour l'avoir abandonné face à la furie de Tāwhirimātea. Il attaque d'abord Tāne, qui a une nombreuse progéniture et peut à terme lui faire du mal. Tūmatauenga crée alors de nombreux nœuds coulants à base de feuilles de whanake et dépose les pièges, qui empêchent les enfants de Tāne de se déplacer ou de voler. C'est ainsi que la légende maorie explique que les arbres soient fixés au sol. De même, il piège les enfants de Tangaroa avec des filets de pêche. Il cherche ensuite Rongo et Haumia puis les reconnaît par leur feuillage caractéristique. Il gratte une houe en bois, tresse un panier, creuse la terre et arrache toutes sortes de plantes aux racines comestibles, et les plantes qui avaient été déterrées se dessèchent au soleil.

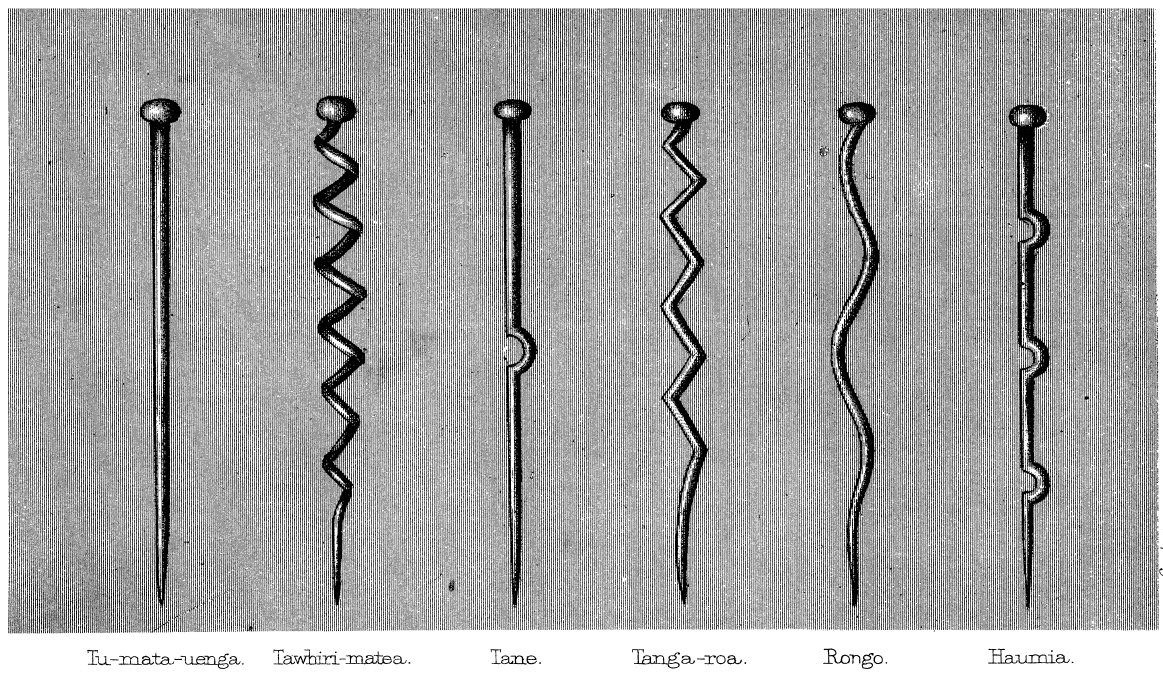
Bâtons sculptés représentant les dieux Māori Tūmatauenga (dieu de la guerre), Tāwhirimātea (dieu de l'orage), Tāne (dieu des forêts), Tangaroa (dieu de la mer), Rongo (dieu des plantes cultivées et de la paix), et Haumia (dieu des plantes sauvages comestibles), Nouvelle-Zélande, XIXe siècle.

Dans sa vengeance, Tūmatauenga dévore ainsi tous ses frères, sauf Tāwhirimātea qui lui resiste, et le force à se retirer. C'est ainsi que face à l'humanité, représentée par Tūmatauenga, les tempêtes et les ouragans, engences de Tāwhirimātea, demeurent en guerre permanente jusqu'à ce jour. Symboliquement, des attributs sont donnés à chacun des dieux. Tandis que Haumia est lui associé à la racine de fougère et à toutes sortes d'aliments qui poussent à l'état sauvage, Rongo est associé à la patate douce et à tous les légumes cultivés comme aliments.
Dans certaines versions, quand Haumia se cache dans Papatūānuku, sa mère la terre, ses cheveux traversent la surface de la terre et demeurent au-dessus du sol, sous la forme de pousses de fougère. Quand les humains arrivent, ils voient ces cheveux et s'empressent de les déterrer pour les cuire et les manger. Depuis, quand les humains ont besoin de nourriture végétale sauvage, ils sont obligés de plonger dans le corps de la Terre Mère.
Selon Best, si Rongo avait obtenu de gérer la situation initiale auprès de Rangi et Papa, « la paix aurait régné sur terre pour toujours. L'homme aurait concentré son énergie sur des arts pacifiques ; les querelles et la guerre auraient été inconnues ».

## Rongo dans la mythologie maorie des îles Cook
Dans la mythologie du sud des îles Cook, Rongo est le dieu de l'agriculture et l'un des enfants d'Avatea (le ciel père) et de Papa (la terre mère). Il a un frère jumeau, Tangaroa, le dieu de la mer. Chez les Mangaia, Rongo est la divinité principale, dont le culte est centré dans les marae Akaoro et Orongo,.
Tangaroa aurait enseigné l'agriculture à Rongo, qui est un atua po, un être surnaturel appartenant à la nuit ou au Rarohenga (le monde souterrain des Maoris). asocié aux aliments cultivés.
Dans la légende d'origine de Mangaia, les fils de Rongo par son épouse Tavake (il a sa fille avec son autre épouse Te-po-tatango), Rangi, Mokoiro et Akatauira ont fait émerger l'île de Mangaia du Rarohenga, devenant les premiers colons et les ancêtres de la tribu des Nga Ariki, Rangi devenant le premier chef. Le nom traditionnel de l'île était A'u A'u, qui signifie littéralement « en terrasse », abréviation de A'u A'u Nui o Rongo ki te Ao Marama (« Grande terre en terrasse de Rongo au pays de la lumière du jour »).
Dans la société mangaienne, le système rituel pour devenir le chef principal, Te Mangaia, mettait l'accent sur le culte de Rongo. L'installation d'un nouveau Te Mangaia après une guerre de conquête des terres puna nécessitait un sacrifice humain à Rongo. Il était à la fois le dieu de la guerre et le dieu de l'irrigation du taro ; ses offrandes régulières en temps de paix étaient des parcelles de taro cuit. Les liens idéologiques entre Rongo, la guerre, le taro et les sacrifices humains étaient complexes : Rongo assurait le succès de la guerre et la fertilité de la terre, mais cela nécessitait des sacrifices continus de corps humains et de taro dans un cycle sans fin. Il se régalait de l'âme de ceux qui mouraient au combat.
Les principaux lieux de culte mangaien de Rongo se trouvaient dans deux marae du district de Keia : le marae Akaoro, situé à l'intérieur des terres, et le marae Orongo, situé sur la côte, sans doute le plus important de tous les marae de l'île, construit sur le site d'un village abandonné du même nom. Tous deux ont été détruits, ainsi que de nombreux autres symboles des anciens dieux, avec l'introduction du christianisme au début du XIXe siècle. Ils étaient présidés par deux grands prêtres héréditaires de Rongo. Au marae d'Orongo, un sacrifice humain était déposé sur un bloc lisse de calcaire ou de grès devant une icône de Rongo. Des fragments d'ossements humains peuvent encore être trouvés parmi les vestiges du site. Au marae Akaoro, il y a des preuves qu'une plate-forme en bois de pandanus a été érigée pour les sacrifices humains, bien qu'aucune trace de plate-forme surélevée n'ait été retrouvée. Dans le district d'Ivirua se trouvait également le marae Ivanui, mais il a été abandonné au profit du marae Orongo.

## Rongo dans la mythologie tahitienne
Dans la mythologie tahitienne, Ro'o-ma-Tane (ou Romatane), équivalent du Rongo-matane néo-zélandais (association de Rongo et Tāne), est le nom d'un être unique, souverain ou gardien du monde spirituel dans les cieux. Il est aussi considéré comme le dieu de la paix.

## Rongo dans la mythologie samoane
Aux Samoa, Rongo est le fils de Tangaroa, dieu primordial, et de Sina (équivalent de Hina, la lune).

## Rongo dans la mythologie hawaïenne
Dans la mythologie hawaïenne, Rongo vit sur ou dans l'océan, comme Hina-uri, et est la lumière du ciel sur terre. Selon les Taïtiens, Tāne, Tūmatauenga et Rongo sont trois manifestations d'un seul être. Il existe un rituel lié à cette trinité, dans laquelle Tāne et Tūmatauenga sont associés dans les cieux ardents pendant que Rongo est le « dieu de la foudre, de la lumière fixe du ciel debout sur la terre ».
Rongo apparaît également sous le nom de Lono, tandis que Hina, Ina et Sina sont la lune ou l'habitant de la lune. La première vient d'un pays lointain où elle était mariée à Makalii (équivalent du maori Matariki), qui vient lui des pléiades). Blessée, Hina monte au ciel et s'installe sur la lune, où elle est appelée Lono-moku. Or, on retrouve le nom de Rongo-motu en Nouvelle-Zélande, ce qui crée une confusion entre Hina et Rongo comme autant de noms de la lune.

## Dieu des plantes alimentaires cultivées
Dans les langues maories, rongo peut signifier « paix » (après la guerre). Rongo est généralement présenté comme le créateur du kūmara (patate douce), une plante associée à la paix, probablement parce que la culture intense qu'elle nécessitait était mieux réalisée en temps de paix. Il semble plus particulièrement associé à la petite variété à peau jaune, de la taille d'un doigt, connue sous les noms de hutihuti, rekamaroa et taputini, que les Māori avaient apportée avec eux de Polynésie orientale, plutôt qu'aux variétés plus grandes introduites par les chasseurs de phoques, les commerçants et les baleiniers au début du XIXe siècle,.

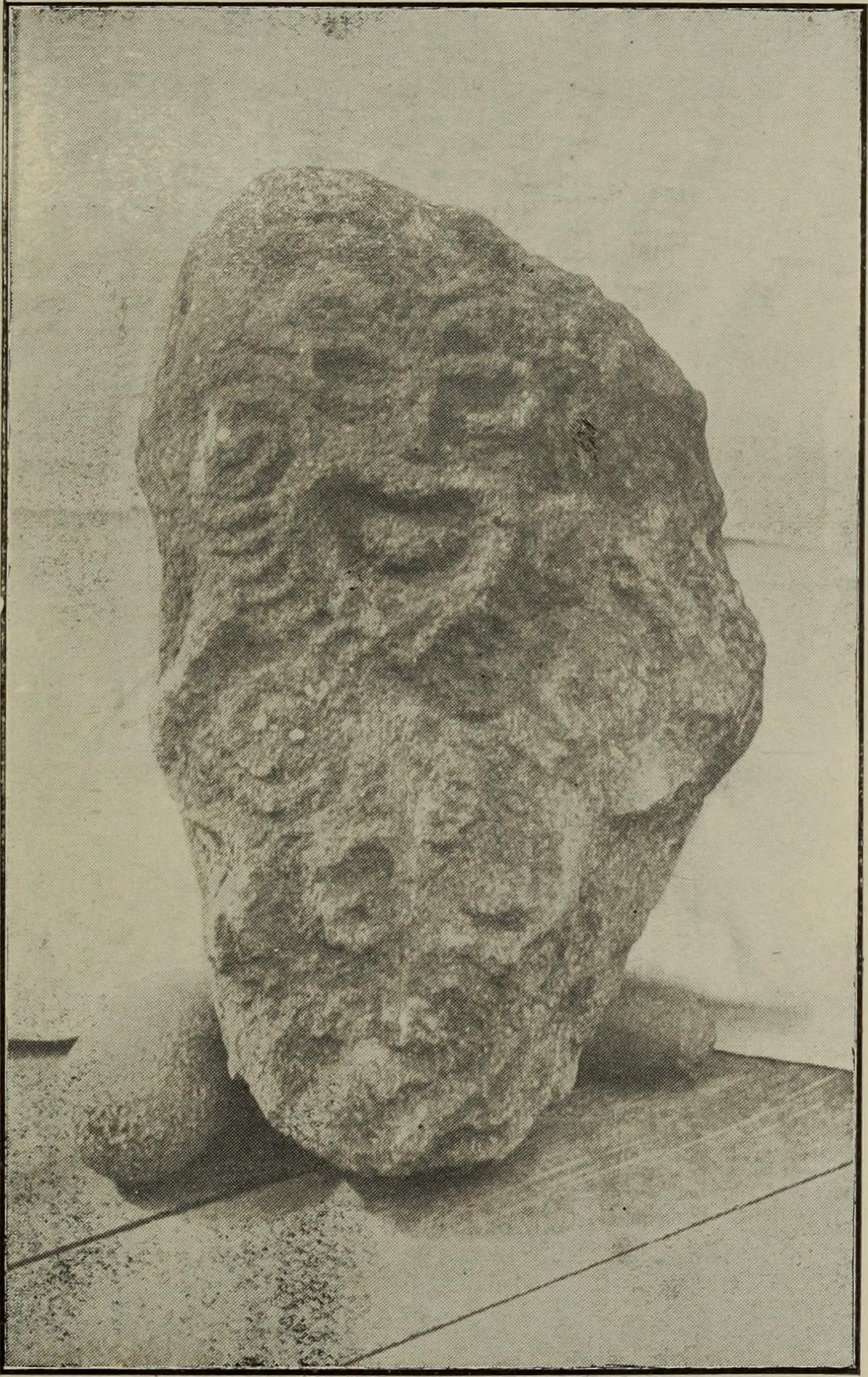
Icône à Rongo, le dieu du kūmara.

Au Rongo appelé Rongo-maraeroa sont également associés tous les produits alimentaires cultivés : le kūmara, le taro, le hue (la courge), l'ari (le riz) et le korau (indéfini, peut-être le navet, mais il a été introduit par les Européens), ainsi que les autres produits provenant d'autres pays.
Dans les traditions Ngāti Awa, Rongo est un fils de Tāne et le père du kūmara, mais un homme nommé Rongo-māui se rend à Whānui, à qui il vole le kūmara et retourne sur Terre avec.
Rongo est de manière générale considéré comme le protecteur des récoltes. Les Maoris pensent que les excellentes récoltes de patates douces obtenues sont dues au mana de leur dieu. L’iwi Ngati-Rahiri fabricait de petites statues représentant Rongo étaient autrefois placées à côté des champs de kūmara,,. Ces petites pierres très simples ou « grossièrement taillées en forme grotesque à demi-humaine », sont appelées « dieux kumara ».
Dans certaines traditions, Rongo est associé à Tāne — au point qu'une appellation de Rongo, Rongo-matane, pourrait signifier « Rongo et Tāne » —, car sans ce dernier, l’atua des forêts, des plantes et de la végétation, une telle abondance n'existerait pas. L'importance de Rongo s'explique par le fait que les Maoris condisèrent la terre nourricière comme son meilleur allié et qu'ils estiment que les corps célestes et d'autres phénomènes naturels affectent leur bien-être. Il fallait un atua dédié à cela, et cette association que l'on retrouve parfois entre la terre et la lune (Hina-Rongo) a une incidence sur l'agriculture.